# Zsilymacesdparoseny
Zsilymacesdparoseny (románul: Jiu-Paroșeni) falu Romániában, Erdélyben, Hunyad megyében.

## Nevének eredete
Neve három elemből áll: zsil + macesd + paroseny. Az első a Zsil folyó nevének régies alakváltozata. A másik két névelem két, a Retyezát északi oldalán fekvő falura utal: Macesdre és Parosra (paroșeni a magyar 'parosiak'). Más zsil-völgyi településnevekhez hasonlóan – Petrozsény, Hobicaurikány, Barbatyen – ezek is úgy keletkeztek, hogy a vonatkozó területek eredetileg a Hátszegi-medence falvainak legelői voltak, ahová lakóik az újkorban költöztek ki. Paroseny nevét először 1808-ban jegyezték fel Páros, majd 1818-ban Paroseny formában. A kettős település első ismert említése 1854-ből való: Sily-Macsesd-Párosény.

## Fekvése
A Román-Zsil partján, Vulkán és Lupény között fekszik.

## Története

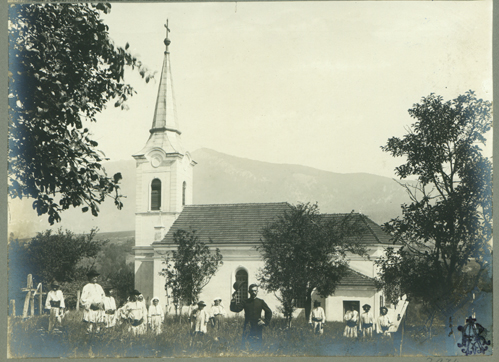
Az egykori parosenyi görögkatolikus templom a 20. század elején

A Zsil jobb parti Parosenyt parosiak, a bal parti Macesdet vagy Macestyent (Mățeșdeni) macesdiak alapították falvaik korábbi nyári legelőjén. Macesd korábban Lupénnyal alkotott egy községet. 1818-ban előbbiben 60, utóbbiban 93 családot számoltak össze. A második világháborúig pásztortelepülés volt, majd lakossága betelepülőkkel duzzadt fel. 1963–64-ben hőerőművet építettek benne, majd 1980-ban átadták a macesdi szénbányát. A hőerőmű 150 MW-os blokkja az első ilyen teljesítményű hőerőművi blokk volt Romániában.

## Népessége

### A népesség változása
Népessége 1850 és 1910 között kétszeresére nőtt. A második világháborút követően, a környékbeli bányászat fejlesztése, a hőerőmű és a bánya megnyitása miatt népességrobbanás következett be. Az 1966-os népszámlálás óta azonban a lakosság száma a felére esett vissza.

### Etnikai és vallási megoszlás
- 1850-ben 572 lakosából 555 volt román és hét cigány nemzetiségű; valamennyien görögkatolikus vallásúak.
- 2002-ben 1947 lakosából 1787 volt román és 104 magyar nemzetiségű; 1763 ortodox, 73 római katolikus és 56 református vallású.

## Gazdasága
- Szénbánya.
- Széntüzelésű hőerőműve négy blokkból áll és 300 MW teljesítményű. 2019-ig egy újabb, 200 MW teljesítményű erőmű átadását tervezik.[4]